# Tłumacz (miasto)
Tłumacz (ukr. Тлумач, hist. Товмач) – miasto na Ukrainie, w obwodzie iwanofrankiwskim, w rejonie iwanofrankiwskim.

## Nazwa
W wydanym po raz pierwszy w 1786 r. opracowaniu pt. „Geografia (...) Galicyi i Lodomeryi” jego autor, hrabia Ewaryst Andrzej Kuropatnicki, tak wywodził nazwę miasta: Za czasów dawniejszych, z całą dzierżawą to miasto szło na zysk i pensye dla tłumaczów języków oryentalnych w służbie rzeczypospolitej zostających. W dokumentach z XV i XVI w. nazwa występowała w formach Tlmacz, Thumacz, Tulmacz i Tolmacz. Historycy ukraińscy powstanie Tłumacza wiążą z okresem panowania księcia halickiego Jarosława Ośmiomysła, w latach 1153-1187. Według nich niewielki drewniany gród zasiedlili wówczas „towmaczi”, tj. tłumacze pozostający w służbie księcia. Wg profesora Tadeusza Sulimirskiego nazwa jest pochodzenia irańskiego.

## Historia
Pierwsza wzmianka o miejscowości pojawia się w latopisie halicko-wołyńskim z 1213 roku. W XIV wieku, po śmierci ostatniego księcia halickiego Jerzego II Bolesława z Piastów mazowieckich w wyniku wypraw zbrojnych (według innych danych drogą dziedziczenia), Tłumacz, jak i cała Ruś Halicka, przeszedł na króla polskiego Kazimierza Wielkiego. W 1386 roku miał król ufundować w Tłumaczu parafię. Pod koniec XIV wieku miejscowość została przekazana przez księcia Władysława Opolskiego Rusinowi Mikołajowi Korytce. Miejscowość otrzymała w 1448 roku prawo magdeburskie. W 1485 roku parafia tłumacka otrzymała dla tłumackiego kościoła od króla Kazimierza Jagiellończyka dwór, ziemie, staw, ogrody, dziesięcinę oraz zwolnienie od podatków.
W I Rzeczypospolitej należał Tłumacz do województwa ruskiego. W 1510 roku miasto zostało zniszczone i zrabowane przez Turków. W 1511 roku otrzymało przywilej na jarmark roczny. W 1530 roku najechał na ziemię tłumacką hospodar wołoski Petryła i zajął Tłumacz wraz z Tyśmienicą, które stracił rok później po klęsce z wojskami Jana Tarnowskiego. W XVI wieku istniał w Tłumaczu klasztor bazylianów. W 1584 i 1621 roku miasto było palone przez Tatarów. W czasie powstania Chmielnickiego, w 1648 roku z pobliskiej Ottyni wyruszyli na Tłumacz chłopi pod przewodnictwem Jaremy Popowicza, którzy zabili wójta Tłumacza, Ostrowskiego. W 1661 roku Tłumacz został zniszczony przez Kozaków i Węgrów Jerzego II Rakoczego. W 1686 roku król Jan III Sobieski założył w mieście obóz wojskowy, przygotowując się przed wyprawą wołoską. W pierwszej połowie XVIII wieku Tłumacz znajdował się w posiadaniu Potockich. 
Po pierwszym rozbiorze Polski w 1772 roku miasto znalazło się w granicach monarchii Habsburgów. Początkowo należało do cyrkułu halickiego (z siedzibą w Stanisławowie), w którym do 1775 roku było siedzibą okręgu. Od roku 1782 należało do cyrkułu stanisławowskiego.
W 1801 r. starostwo i wójtostwo w Tłumaczu przeszło w ręce Antoniego Dzieduszyckiego w zamian za jego majątki rodzinne m.in. w Kosowie, przejęte przez władze austriackie. W 1825 r. powstałą tu pierwsza szkoła trywialna.
W dziejach przemysłu galicyjskiego ważną rolę odegrała cukrownia, którą założył w Tłumaczu hrabia Henryk Dzieduszycki, właściciel tłumackiego klucza ziemskiego. W obliczu kłopotów finansowych w 1845 r. Dzieduszycki wydzierżawił zakład wiedeńskiemu bankierowi Wertheimsteinowi, który w 1849 r. nabył na licytacji cały klucz Dzieduszyckich. Przebudował on cukrownię, zwiększając w 1850 roku jej możliwości produkcyjne do 30 tys. centnarów cukru rafinowanego rocznie. Zarówno w dobrach tłumackich jak i w innych okolicznych majątkach szybko rozpowszechniła się uprawa buraków cukrowych. Wincenty Pol w swym dziele pt. „Rzut oka na północne stoki Karpat” pisanym w tym czasie podawał: Ogromne obszary są tutaj uprawne w sposób wzorowy tą cukrową rośliną, a fabryka cukru w Tłumaczu jest najchlubniejszym tego rodzaju zakładem w kraju naszym i urządzona na taką skalę, że jej nawet nie ma z czem porównać w tej gałęzi industryi nie tylko w kraju, ale i za granicą. Obok cukrowni powstały gorzelnia z młynem parowym oraz fabryka maszyn i urządzeń rolniczych, wyrabiająca pługi, siewniki, młocarnie i in. Niestety, nadmierne inwestycje doprowadziły Wertheimsteina w 1852 r. do bankructwa, a cukrownia pod różnymi kierownictwami funkcjonowała później do 1876 roku. Tym nie mniej ten dość krótki okres prosperity był ważny dla całego regionu. Pobudowano gościńce, mosty, śluzy, osuszono moczary i zamieniono na łąki. Podjęto eksploatację gipsu i torfu oraz produkcję wapna. Wszystko to przełożyło się na wzrost dobrobytu mieszkańców miasta i okolicy.
W latach 1867–1918 Tłumacz był siedzibą powiatu tłumackiego. W 1894 r. powstał w mieście oddział Towarzystwa Szkoły Ludowej, prowadzący m.in. bursa dla młodzieży, a w 1898 r. gniazdo Towarzystwa Gimnastycznego „Sokół”, które w 1910 r. wzniosło okazałą siedzibę. W 1902 r. oddano do użytku także budynek 6-klasowej szkoły powszechnej. Działalność zaczęły też Szkoła Kołodziejsko-Kowalska i Towarzystwo Miłosierdzia im. św. Wincentego á Paulo. Miasto stało się centrum polskiego życia patriotycznego, kulturalnego, edukacyjnego, a także towarzyskiego i sportowego
W II Rzeczypospolitej miasto było siedzibą administracyjną powiatu tłumackiego w województwie stanisławowskim, a od 1 sierpnia 1934 roku także nowo powstałej gminy wiejskiej Tłumacz utworzonej w ramach reformy na podstawie ustawy scaleniowej. W 1921 roku liczyło 5788 mieszkańców (3063 kobiety i 2725 mężczyzn) i znajdowały się w nim 854 budynki mieszkalne. 3391 osób deklarowało narodowość polską, 1395 – żydowską, 999 – rusińską, 1 – czeską, 1 – niemiecką, 1 – rosyjską. 2012 osób deklarowało przynależność do wyznania mojżeszowego, 1951 – do rzymskokatolickiego (w tym 24 obrządku ormiańskiego), 1821 – do greckokatolickiego, 3 – do prawosławnego, 1 – do niewiadomego.
Tłumacz był prężnie rozwijającym się ośrodkiem miejskim. Chociaż jedna z pierwszych w regionie cukrowni została zlikwidowana jeszcze pod koniec XIX wieku, działały inne zakłady przemysłowe, przede wszystkim młyny, rozwijał się handel oraz kwitło budownictwo. Podstawę gospodarki w dalszym ciągu stanowiło jednak rolnictwo. 
8 sierpnia 1941 r., po wkroczeniu Niemców Ukraińska Policja Pomocnicza aresztowała 12 członków polskiej inteligencji, którzy zostali zamordowani w Czarnym Lesie k. Stanisławowa. W listopadzie 1944 r. oddział UPA napadł na więzienie NKWD, ukraińskich więźniów wypuszczono, a polskich zamordowano. W czasie wojny nacjonaliści ukraińscy z różnych formacji zamordowali łącznie 43 Polaków. 
Podczas okupacji hitlerowskiej, w marcu 1942 roku Niemcy utworzyli getto dla żydowskich mieszkańców. Przebywało w nim około 3500 osób. 10 września 1942 roku Niemcy ostatecznie zlikwidowali getto. Żydów wywieziono do getta w Stanisławowie i obozu janowskiego, zabito wielu na miejscu.  
W latach 1939–2020 siedziba rejonu tłumackiego.  
Byli mieszkańcy Tłumacza są skupieni w Ogólnopolskim Oddziale Tłumaczan Towarzystwa Miłośników Lwowa i Kresów Południowo-Wschodnich z siedzibą we Wrocławiu, w ramach którego urządzają wspólne spotkania, wyjazdy oraz wydają czasopismo pt. „Zeszyty Tłumackie”.

## Kościół
Kościół pw. św. Anny - murowany, z dwoma wieżami, zbudowany w latach 1874 - 1876 na miejscu drewnianego kościoła, konsekrowany w 1882 r., przebudowany w latach 1921 - 1923, poważnie uszkodzony w czasie II wojny światowej, po ekspatriowaniu Polaków w 1945 zamieniony przez władze radzieckie na sklep, wysadzony w powietrze 1969 r. Na jego miejscu zbudowano kinoteatr, który w 2015 r. odkupili katolicy i zaadaptowali do kultu religijnego. Obsługują go księżą diecezjalni dojeżdżający z parafii w Obertynie. Obraz św. Anny Samotrzeciej z kościoła tłumackiego znajduje się obecnie w kościele w Siedlakowicach na Dolnym Śląsku.   

## Ludzie związani z Tłumaczem

### Honorowi obywatele
- Michał Bartoszewski – honorowy obywatel Tłumacza, Niżniowa[16]
- Eustachy Potocki herbu Pilawa (herb szlachecki) – m.in. cześnik koronny w 1754, generał artylerii litewskiej w 1759 oraz wieloletni właściciel Tłumacza
- Antoni Lisiecki herbu Lis – proboszcz w Tłumaczu i Śniatyniu, scholastyk katedralny lwowski[17]
- Henryk Orliński (właśc. Chiel Picele[18]) – polski nauczyciel, senator, w latach 1922–1927 dyrektor Państwowego Gimnazjum w Tłumaczu[19]
- Marian Sankowski – prezydent Tłumacza, w 1930 otrzymał honorowe obywatelstwo Tłumacza[20]
- Stanisław Młocki – starosta tłumacki[21]
- Eugeniusz Swoboda – honorowy obywatel Tłumacza, Kozowy[16]

### Sprawiedliwi wśród Narodów Świata(Polacy ratujący Żydów w Tłumaczu)
- Józef i Petronela Delągowie - ukrywali w stodole dziesięcioro Żydów z rodzin Boltuchów, Bauchmanów i Haberów[22]
- Wacław Kazak - ukrywał Beatę Opoczyńską (vel Zuzannę Sokołowską)[23]
- Józefa Kościelna - udzielała pomocy Beacie Opoczyńskiej (vel Zuzannie Sokołowskiej)[24]
- Stanisław Mostowiak[25]
- ks. Edward Tabaczkowski - proboszcz parafii Tłumacz w latach 1910-1942, wystawiał Żydom fałszywe świadectwa chrztu, ukrywał Leona Weisera. Aresztowany przez Niemców, zmarł z wycieńczenia w więzieniu w Stanisławowie 20 października 1942 roku[26][27][28]

## Sport
Do 1939 roku w mieście funkcjonował klub piłkarski Strzelec Tłumacz.